# Die Abenteuer von Brigsby Bär
Die Abenteuer von Brigsby Bär (Originaltitel: Brigsby Bear) ist eine US-amerikanische Tragikomödie von Dave McCary, die am 23. Januar 2017 im Rahmen des Sundance Film Festivals ihre Weltpremiere feierte, wo sie im U.S. Dramatic Competition gezeigt wurde.

## Handlung
Die Abenteuer von Brigsby Bär ist eine Fernsehshow für Kinder mit genau einem Zuschauer: James. Als die Sendung plötzlich eingestellt wird, erkennt James, dass alles, was er über das Leben zu wissen glaubte, eine Lüge ist. Er muss lernen, mit den Realitäten einer neuen Welt klarzukommen, und er macht sich auf, die Geschichte selbst zu beenden.

## Produktion

### Stab und Besetzung
Regie führte Dave McCary. Es handelt sich bei Brigsby Bear um den ersten Kinofilm, bei dem McCary Regie führte. Das Drehbuch schrieben Kevin Costello und Kyle Mooney.
Mooney übernahm im Film auch die Hauptrolle von James Pope. Mark Hamill spielt Ted Hope, Claire Danes spielt Clare, und Andy Samberg ist in der Rolle von Eric zu sehen. Matt Walsh übernahm die Rolle von Greg Pope, und Greg Kinnear spielt Detective Vogel.

### Dreharbeiten und Filmmusik

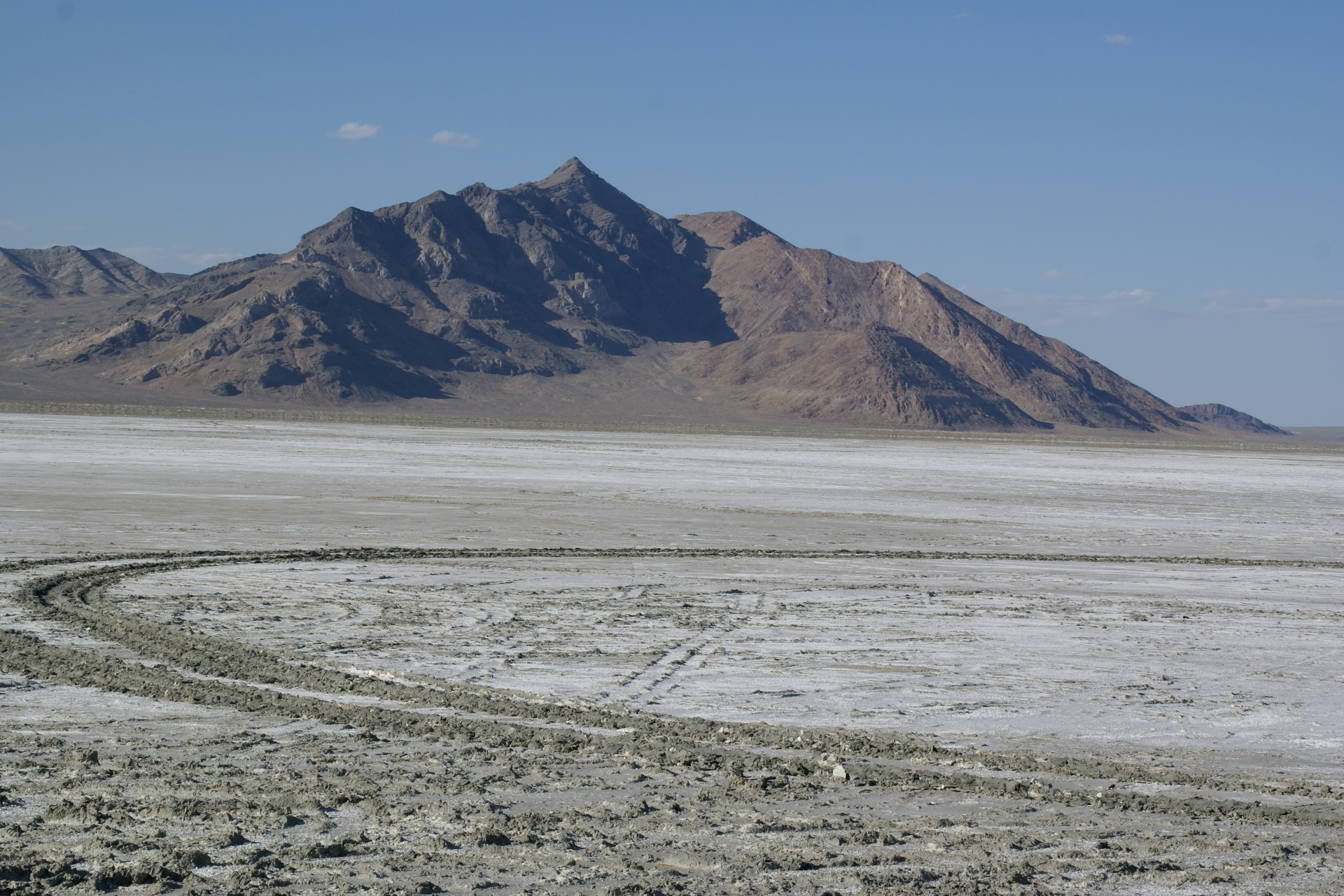
In Utah drehte man unter anderem an den Bonneville Salt Flats

Die Dreharbeiten hatten im Sommer 2016 in Salt Lake City im US-amerikanischen Bundesstaat Utah stattgefunden, die für die Zeit von 19. Juli bis 23. August 2016 angesetzt waren. Für die Dreharbeiten waren eine Wüstengegend und Vorstädte benötigt worden, so Mooney, die in Utah vorhanden gewesen seien. Zudem habe der Bundesstaat der Filmproduktion einen Steueranreiz geboten. Weitere Drehorte waren die Bonneville Salt Flats, die Gegend um das Smith and Morehouse Reservoir am Oberlauf des Weber Rivers im Westen der Uinta Mountains und ein dort gelegener Campingplatz.
Die Filmmusik wurde von David Wingo komponiert. Der Soundtrack zum Film wurde am 28. Juli 2017 von Lakeshore Records als Download veröffentlicht.

### Veröffentlichung
Der Film feierte am 23. Januar 2017 im Rahmen des U.S. Dramatic Competition des Sundance Film Festivals seine Premiere, wo sich Sony Pictures Classics die weltweiten Verwertungsrechte für Brigsby Bear sicherte. Im Mai 2017 wurde der Film im Rahmen der Internationalen Filmfestspiele von Cannes als Abschlussfilm der Semaine internationale de la critique vorgestellt. Ebenfalls im Mai 2017 wurde Brigsby Bear im Rahmen des Seattle International Film Festivals in der Sektion New American Cinema gezeigt. Ab 8. Juni 2017 wurde der Film beim Sydney Film Festival gezeigt. Ebenfalls im Juni 2017 wurde der Film beim Shanghai International Film Festival vorgestellt, wo er sich im Wettbewerb um den Golden Goblet Award befand, und beim Filmfest München vorgestellt. Am 28. Juli 2017 kam der Film in ausgewählte US-amerikanische Kinos. Ende September und Anfang Oktober 2017 wurde der Film im Rahmen des Zurich Film Festivals gezeigt. Im Oktober 2017 wurde der Film beim London Film Festival gezeigt und kam am 8. Dezember 2017 in die Kinos im Vereinigten Königreich. Der Film erschien am 8. März 2018 im deutschen Handel auf DVD und Blu-ray.

## Rezeption

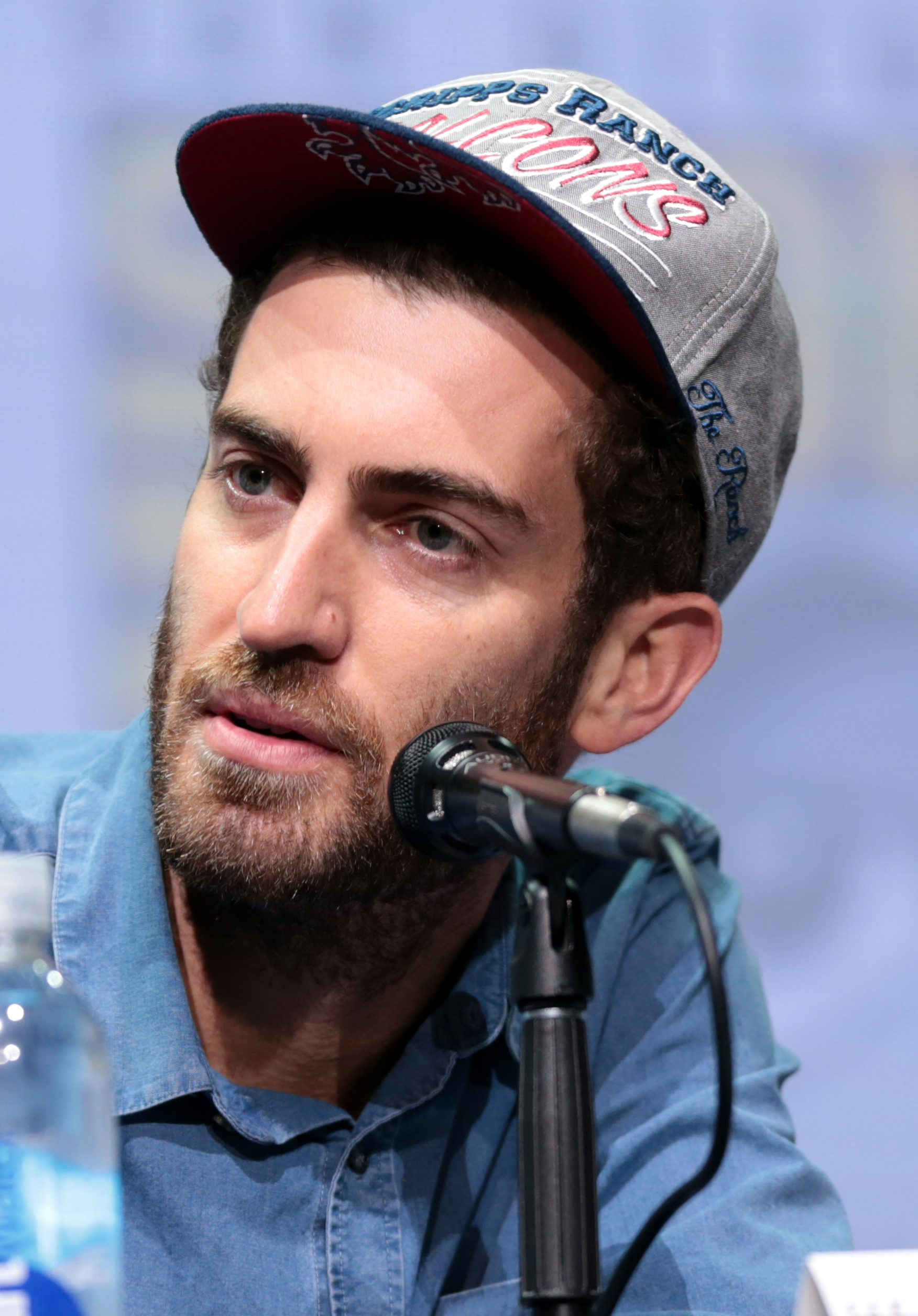
Regisseur Dave McCary Comic-Con in San Diego (2017)

### Kritiken
Der Film konnte bislang 82 Prozent der Kritiker bei Rotten Tomatoes überzeugen.
John DeFore von The Hollywood Reporter beschreibt den Film als eine bezaubernde, überraschend unaufgeregte Lobeshymne auf die Popkultur-Besessenheit.

### Einspielergebnis
In den USA, wo der Film am 28. Juli 2017 in drei ausgewählten Kinos gestartet war, konnte Brigsby Bear bislang rund 40.000 US-Dollar einspielen.

### Auszeichnungen
Am 18. Dezember 2017 gab die Academy of Motion Picture Arts and Sciences bekannt, dass sich David Wingos Arbeit auf einer Shortlist für die Nominierungen in der Kategorie Beste Filmmusik im Rahmen der Oscarverleihung 2018 befand. Im Folgenden eine Auswahl von Nominierungen und Auszeichnungen im Rahmen weiterer Filmpreise.
Internationale Filmfestspiele von Cannes 2017
- Nominierung für die Caméra d’Or (Dave McCary)

National Board of Review Awards 2017
- Aufnahme in die Top 10 Independent Movies[22]

Sundance Film Festival 2017
- Nominierung für den großen Preis der Jury im U.S. Dramatic Competition (Dave McCary)[23]

## Synchronisation
| Rolle             | Darsteller            | Synchronsprecher   |
| ----------------- | --------------------- | ------------------ |
| James Pope        | Kyle Mooney           |                    |
| Ted Hope          | Mark Hamill           | Hans-Georg Panczak |
| Clare             | Claire Danes          |                    |
| Greg Pope         | Matt Walsh            |                    |
| Detective Vogel   | Greg Kinnear          |                    |
| Eric              | Andy Samberg          | Philipp Lind       |
| Spencer           | Jorge Lendeborg Jr.   | Oliver Bender      |
| Arielle / Whitney | Kate Lyn Sheil        | Eva Thärichen      |
| Arielle (jung)    | Kiera Milan Hendricks | Eva Thärichen      |